# 三田洋
三田 洋（みた よう、1934年 - ）は日本の詩人、エッセイスト。神奈川県横須賀市生まれ、山口県長門市出身。山口県立大津高等学校美術部にて画家香月泰男に師事。早稲田大学第一文学部卒。
卒業論文で宮沢賢治にとりくみ、四次元の世界と創作を模索。出版社に勤務し、1970年第1詩集『青の断片』を刊行。70年代、詩の朗読集団「赤提灯」に加わり、諏訪優、吉増剛造、中上哲夫、八木忠栄らを知る。『詩人会議』、『冊』を経て『地球』に参加、秋谷豊や新川和江らを知る。詩の魅力はその抒情性にあるとして多くの詩論を執筆。詩集『回漕船』にて第四回壺井繁治賞受賞。
世田谷区主催「詩と作曲の会」会員、壺井繁治賞、日本詩人クラブ賞各選考委員、国民文化祭現代詩選者、世田谷文学賞選考委員を務める。日本現代詩人会、日本詩人クラブ、日本文芸家協会、各会員。

## 著作

### 詩集
- 『青の断片』（光風社、1970年）
- 『回漕船』(思潮社、1975年)
- 『一行の宵』(詩学社、1992年)
- 『グールドの朝』(思潮社、1996年)
- 『新・日本現代詩文庫5　三田洋詩集』（土曜美術社出版販売、2002年）
- 『デジタルの少年』(思潮社、2006年)
- 『仮面のうしろ』(思潮社　2013年)
- 『悲の舞ーあるいはギアの秘めごと』(思潮社　2018年)

ほか。

### 評論集
- 『感動の変質』(国文社、1993年)
- 『抒情の世紀』(土曜美術社出版販売、1998年)
- 『ポエジーその至福の舞』(同2009年)
- 『非サイエンス詩学のすすめ』(2021年)

同人誌
「朝明あさけ」(2016年5月創刊)　編集人三田洋　
　同人　大石ともみ　北川朱実　佐々木朝子　沢田敏子　房内はるみ　三田洋(五十音順)